# استیون لویتان
استیون لویتان (انگلیسی: Steven Levitan؛ زادهٔ ۶ آوریل ۱۹۶۲) کارگردان فیلم، فیلم‌نامه‌نویس، و تهیه‌کننده تلویزیونی اهل ایالات متحده آمریکا است.
وی همچنین برندهٔ جوایزی همچون جایزه امی ساعات پربیننده شده‌است.